# Tonic Trouble
Tonic Trouble è un videogioco a piattaforme del 1999 sviluppato da Ubisoft Montreal e pubblicato da Ubi Soft. Il gioco segue il custode Ed, che fa cadere un contenitore di fluido non identificato dalla sua astronave sulla Terra, trasformando il pianeta in una versione mutata di se stesso. Drunkard Grögh beve dal contenitore e riceve poteri che lo portano a conquistare la Terra. Assumendo il ruolo di Ed, il giocatore ha il compito di risolvere enigmi e sconfiggere i nemici per acquisire gli strumenti per conquistare Grögh e riprendere possesso del contenitore per creare un antidoto.
Tonic Trouble è stato ideato da Michel Ancel e sviluppato da un team di circa 120 persone, iniziando la pre-produzione nel giugno 1996. Dopo numerosi ritardi, il gioco è stato pubblicato per Nintendo 64 nell'agosto 1999, seguito da una versione per Windows a dicembre. Un adattamento per Game Boy Color è stato realizzato da RFX Interactive e distribuito in Europa nel 2000. Tonic Trouble ha ricevuto recensioni medie dalla critica, che ha apprezzato i controlli, il sistema di punteggio, il design dei livelli e la grafica, ma ha criticato la visuale della telecamera. Il gioco ha venduto 1,1 milioni di copie.

## Trama
Ed, un alieno viola che lavora come bidello sulla sua navemadre, si ritrova a pulire un ripostiglio. Inizia a cacciare un insetto, cercando di schiacciarlo. Esausto dalla caccia, Ed procede a bere un liquido non identificato da un contenitore, ma mentre lo sputa sul pavimento, le viti si animano e aprono una botola. Il contenitore cade attraverso la porta e scende sulla Terra, inquinando un fiume e facendo mutare l'intero pianeta. Grögh, un ubriacone che dorme nelle vicinanze, ingoia il liquido e acquisisce poteri soprannaturali che lo aiutano a conquistare la Terra.
Poco dopo l'incidente, Ed viene reclutato dal leader della resistenza Agente Xyz per ottenere il contenitore in modo che un antidoto possa essere creato contro le mutazioni. Ed giunge con una piccola astronave sulla Terra per incontrare l'inventore Doc e sua figlia Suzy, che Xyz disse avrebbe dato aiuto nella sua missione. Mentre stava arrivando, si schianta contro una montagna innevata, dovendo continuare con la slitta. Ai piedi della montagna, Ed prende la strada diretta verso South Plain, dove incontra Suzy, che implora Ed di salvare suo padre, che è stato imprigionato dal suo stesso robot in seguito alla contaminazione.
Una volta liberato, il Doc informa Ed che prima della sua cattura, stava costruendo una catapulta che poteva portare qualcuno nel castello di Grögh e recuperare il contenitore. Tuttavia, gli scagnozzi di Grögh presero gli oggetti necessari per completare l'aggeggio, che il Doc istruisce Ed a recuperare. L'ultimo oggetto viene rubato da un nemico chiamato Fungo Magico, ma Ed lo sconfigge. Con la catapulta del Doc completata, Ed viene gettato nel Castello di Grögh, dove inizia la battaglia contro Grögh e vince. Ed reclama il contenitore, permettendogli di porre finalmente rimedio all'infestazione della Terra.

## Personaggi

### Protagonisti
- Ed : è il protagonista del gioco, ed è un alieno che deve porre rimedio al disastro che lui stesso ha generato.

- Suzy : aiuterà Ed nella sua avventura.

- Il Doc : una volta liberato da Ed, il Doc lo aiuterà a raggiungere il Castello di Grögh grazie ad una macchina da lui brevettata.

- Grögh : è il nemico principale del gioco, un vichingo che sperimenterà su se stesso gli effetti devastanti del tonico sconosciuto, ed una volta divenuto potentissimo deciderà di sottomettere il pianeta.

- Agente XYZ : un superiore di Ed, sarà la guida del nostro eroe.

## Versione beta
All'inizio del 1999, una versione beta di Tonic Trouble chiamata Tonic Trouble Special Edition è stata pubblicata con alcuni computer. Il gioco è molto diverso dalle sue controparti finali su PC e Nintendo 64, con design dei livelli diversi e, in alcuni casi, musica. Ed si controlla in modo molto diverso e con un salto meno preciso. A differenza della versione finale per PC, non ci sono sottotitoli e alcuni personaggi hanno doppiatori diversi. La versione beta ha anche nomi diversi per alcune delle fasi e presenta una mappa del mondo che può essere richiamata per controllare i progressi del giocatore sugli oggetti da collezione in ogni fase.